# Chalais, Indre
Chalais là một xã ở tỉnh Indre khu vực trung bộ Pháp. Xã này có diện tích 39,65 km², dân số thời điểm năm 2005 là 165 người. Khu vực này có độ cao trung bình 144 mét trên mực nước biển.
Thị trấn này nằm trong công viên tự nhiên vùng Brenne.
Sông Anglin chảy theo hướng tây bắc qua vùng tây nam của thị trấn.